# NGC 1249
NGC 1249 è una galassia a spirale barrata situata nella costellazione dell'Orologio, a una distanza di circa 48 milioni di anni luce dalla nostra Via Lattea.

## Scoperta
La galassia è stata scoperta il 5 dicembre 1834 dall'astronomo britannico John Herschel.

## Descrizione
NGC 1249 ha una classe di luminosità III-IV e presenta una larga riga a 21 cm dell'idrogeno neutro. Inoltre mostra anche una debole luminosità nei raggi X.
Data la sua luminosità superficiale pari a 14,48, NGC 1249 può essere classificata come una galassia a bassa luminosità superficiale (nella letteratura in lingua inglese abbreviata in LSB, acronimo di Low Surface Brightness). Le galassie LSB sono galassie di tipo diffuso (D) con una luminosità superficiale inferiore di almeno una magnitudine a quella del cielo notturno circostante.

## Gruppo di IC 1954
NGC 1249 fa parte del Gruppo di IC 1954, un raggruppamento che comprende almeno sei galassie caratterizzate da deboli emissioni nei raggi X. Le altre galassie del gruppo sono NGC 1311, IC 1933, IC 1954, ESO 200-G045 e IC 1959.